# Udomporn Polsak
Udomporn Polsak, née le 6 octobre 1981 à Nakhon Ratchasima, est une haltérophile thaïlandaise.

## Carrière
Udomporn Polsak termine troisième des Championnats du monde d'haltérophilie 2002, deuxième des Jeux asiatiques de 2002 et médaillée d'or aux Championnats du monde d'haltérophilie 2003 dans la catégorie des moins de 53 kg.
Elle remporte la médaille d'or des Jeux olympiques d'été de 2004 à Athènes en moins de 53 kg.